# Flottmann-Werke

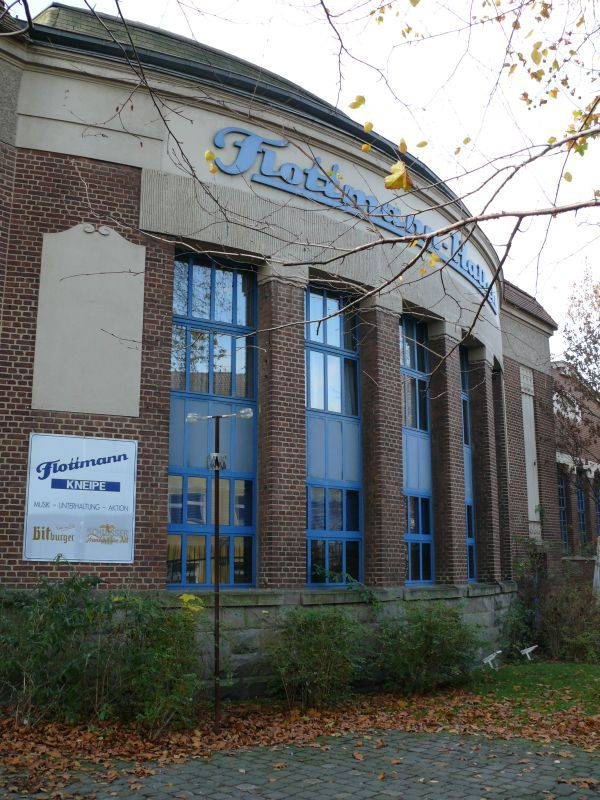
Straßenseite der Flottmann-Hallen

Die Flottmann-Werke AG war ein deutsches Maschinenbau-Unternehmen mit Sitz in Herne. Es war ein wichtiger Bergbauzulieferer.

## Geschichte
Der Unternehmensgründer war Friedrich Heinrich Flottmann (1844–1899), der im Jahr 1872 in Bochum eine bestehende Gelbgießerei und Metalldreherei erwarb und unter der Firma Metallgießerei H. Flottmann fortführte. Nach seinem Tod führte seine Witwe Emilie Flottmann (1852–1933) das Unternehmen weiter. Der älteste Sohn Otto Heinrich Flottmann (1875–1944) erhielt 1904 das Reichspatent für den „Druckluft-Bohrhammer mit Kugelsteuerung und selbsttätiger Umsetzung“, das unter anderem den Ruhrbergbau revolutionierte. Otto Heinrich Flottmann verlagerte das Werk wegen fehlender Ausdehnungsmöglichkeiten am ursprünglichen Standort nach Herne.
Das Unternehmen geriet 1957 mit der beginnenden Kohlekrise in anhaltende wirtschaftliche Schwierigkeiten. Im Jahr 1983 verlagerte man den Hauptstandort zur Baukauer Straße in Herne. Aus der alten Fabrik gingen 1986 die Flottmann-Hallen als Kulturzentrum hervor. Im Jahr 1988 erfolgte die Fusion mit Secair und Bauer zu Ecoair unter dem Dach von MAN. Der Verkauf im Jahre 1994 an die Ingersoll Rand Company führte zur Aufgabe des Produktionsstandortes Herne.

## Museumsausstellungen
Unter anderem wurden im LWL-Museen für Industriekultur in Dortmund eine Druckluft-Schlagbohrmaschine und im Deutschen Bergbau-Museum Bochum drei pneumatische Abbauhammer ausgestellt.